# Трентон (Нью-Джерси)
Тре́нтон (Трэ́нтон; англ. Trenton) — город на восточном побережье США, столица штата Нью-Джерси.

## История
Первое белое поселение на месте сегодняшнего Трентона было основано группой квакеров из Шеффилда в 1679 году. Квакеры подвергались гонениям в Англии в то время, и Северная Америка предоставила им возможность свободно исповедовать свои религиозные взгляды.
К 1719 году город принял имя «Трент-Таун», в честь крупнейшего землевладельца округа, Уильяма Трента. Позже название было сокращено до «Трентон».
Во время Войны за независимость именно здесь произошла знаменитая битва при Трентоне 26 декабря 1776 года, в которой американские войска участвовали под предводительством Джорджа Вашингтона. После войны Трентон стал на короткое время (в ноябре и декабре 1784 года) столицей Соединенных Штатов. Первоначально город рассматривался как будущая постоянная столица, но южные штаты выступили за её перемещение ближе к линии Мэйсона-Диксона.
В 1790 году Трентон стал столицей штата Нью-Джерси.

## География и климат
Трентон расположен на реке Делавэр и является одной из двух столиц штатов (наряду с Карсон-Сити), расположенной на границе с другим штатом (столица Аляски Джуно граничит с канадской провинцией Британская Колумбия).
Трентон лежит на границе зон умеренно континентального и субтропического океанического климата. Все четыре сезона отчётливо выражены, зима прохладная, лето жаркое и дождливое.
| Показатель                                                | Янв. | Фев. | Март | Апр. | Май  | Июнь | Июль | Авг. | Сен. | Окт. | Нояб. | Дек. | Год  |
| --------------------------------------------------------- | ---- | ---- | ---- | ---- | ---- | ---- | ---- | ---- | ---- | ---- | ----- | ---- | ---- |
| Средний суточный максимум, °C                             | 3,9  | 5,7  | 10,5 | 16,3 | 22,1 | 27,1 | 29,6 | 28,7 | 24,5 | 18,3 | 12,5  | 6,2  | 17,2 |
| Средняя температура, °C                                   | −0,5 | 1,1  | 5,2  | 10,7 | 16,2 | 21,4 | 24,7 | 23,3 | 19,0 | 12,6 | 7,6   | 1,9  | 12,0 |
| Средний суточный минимум, °C                              | −4,9 | −3,4 | −0,1 | 5,0  | 10,3 | 15,7 | 18,9 | 17,9 | 13,6 | 6,8  | 2,7   | −2,4 | 6,7  |
| Норма осадков, мм                                         | 80   | 59   | 105  | 90   | 111  | 112  | 126  | 104  | 109  | 106  | 84    | 94   | 1180 |
| Источник: National Oceanic and Atmospheric Administration |      |      |      |      |      |      |      |      |      |      |       |      |      |

## Население
По данным переписи 2010 года в Трентоне проживало 84 913 человек, имелось 28 578 домохозяйств и 17 747 семей.
Расовый состав населения:
- белые — 13,5 % (в 1950 — 88,6 %)
- афроамериканцы — 52,0 %
- латиноамериканцы (всех рас) — 33,7 %
- азиаты — 1,2 %

Этнический состав Трентона претерпевал значительные изменения на протяжении его истории. Город был основан выходцами из Англии почти 350 лет назад, во второй половине XIX века большинство в нём составляли ирландцы и итальянцы, сегодняшний Трентон — город афро- и латиноамериканцев. Крупнейшая национальная община — пуэрториканцы (15 %). Американцы английского происхождения, представлявшие абсолютное большинство в то время, когда Трентон ненадолго стал столицей США, сейчас составляют лишь 1,5 % горожан.
Среднегодовой доход на душу населения составляет 17 400 долларов США. Средний возраст горожан — 32,6 года. Уровень преступности очень высокий, в 3,7 раза выше среднеамериканского и в 4,6 раза выше среднего по Нью-Джерси.
В политическом отношении большинство горожан поддерживает Демократическую партию США.

## Экономика
Во второй половине XIX и первой половине XX веков Трентон был крупным промышленным центром, занимавшим одно из лидирующих мест в США по производству резины, электропроводки и керамики. Сегодня единственным рудиментом тех времён остался лозунг «Трентон делает, мир потребляет» (англ.  «Trenton Makes, The World Takes») на мосту через реку Делавэр.
С 1960-х город вступил в полосу упадка и деиндустриализации. Промышленные предприятия закрывались, работавшие на них белые уезжали из города, офисы компаний переносились из делового центра Трентона в более привлекательные пригороды. Попытки оживления центра Трентона, предпринятые властями штата и города в 1990-х, не дали ожидавшегося результата. На сегодняшний день крупнейшим работодателем города является штат Нью-Джерси, а многие горожане остро зависят от социальных программ.

## Транспорт
Город обслуживается муниципальным аэропортом (IATA: TTN, ICAO: KTTN), расположенным в 6 километрах к северо-западу от делового центра. Регулярные авиарейсы были прекращены в конце 1970-х из-за общего упадка города. Тем не менее, по причине перегруженности ближайших крупных аэропортов — ньюаркского и филадельфийского, в 2012 году авиакомпания Frontier Airlines начала полёты из Трентона в Орландо, а в 2013 году планируется открытие ещё 10 маршрутов, в том числе в Атланту, Чикаго, Детройт и Новый Орлеан.
Железнодорожная станция Трентона расположена на т. н. «Северо-восточном коридоре» — полностью электрифицированой, очень загруженной линии, связывающей Бостон, Нью-Йорк, Филадельфию, Балтимор и Вашингтон. Ежедневно на станции останавливаются десятки поездов, следующих в эти города.
В окрестностях Трентона проходит межштатное шоссе I-95, а также скоростные дороги US 1 и US 206.
Общественный транспорт города, как и всего штата в целом, находится под управлением организации New Jersey Transit и представлен, прежде всего, автобусами. Также имеется 55-километровая ветка легкорельсового транспорта, связывающая Трентон с Камденом (Camden).